# 東本貢司
東本 貢司（ひがしもと こうじ、1953年 - ）は、大阪府出身の翻訳家、サッカーライター・コメンテーター。

## プロフィール
高校2年の時、父親の仕事の関係でイギリスに渡り、サマセット州バースのパブリックスクールに入る。全盛期だったジョージ・ベスト、ボビー・チャールトン、ケビン・キーガンらのプレーを目の当たりにし、イングランドフットボールの虜になる。
国際基督教大学教養学部英文学科卒業後、広告プランナー、専門学校講師を経て、Jリーグ開幕時からサッカージャーナリストの世界に進む。雑誌「ワールドサッカーグラフィック」（ビクターエンタテインメント（当時））の編集に携わる。
1998年、スカイパーフェクTV!開局よりSKY sports（現在のJ SPORTS）でプレミアリーグ・FAカップのコメンテーターを担当。開局当初は海外サッカーを担当する実況アナウンサーや解説者が少なかったこともあり、一人で実況・解説の二役を担当したこともある。
2008年現在は翻訳家としての活動がメイン。サッカー、特にデビッド・ベッカム関連本の翻訳を数多く担当している。また、サッカー専門誌やサッカーサイトでの連載コラムや時折ゲスト出演するFoot!（J SPORTS）では、イングランドおよびスコットランドのサッカーについてコメントしている。

## 書籍

### 著書
- 「イングランド―母なる国のフットボール」（日本放送出版協会）2002年4月刊　ISBN 4140806729
- 「フットボールと英語のはなし―Saturday in the Park」（三省堂）2002年7月刊　ISBN 4385361045

### 訳書
- 「監督の日記」（アレックス・ファーガソン著、日本放送出版協会）1998年10月刊　ISBN 414080386X
- 「南米蹴球紀行―英国・ガーディアン紙記者が見た中南米フットボールの光と影」（勁文社）2001年3月刊　ISBN 476693668X
- 「フーリファン―傷だらけの30年」（廣済堂出版）2002年3月刊　ISBN 4331508757
- 「ベッカム すべては美しく勝つために」（デイヴィッド・ベッカム著、PHP研究所）2002年4月刊　ISBN 4569621368
- 「ぼくのパパはデイヴィッド・ベッカム―ブルックリン・ベッカムの秘密の日記」（廣済堂出版）2002年8月刊　ISBN 4331509168
- 「戦う男:ベッカム」（扶桑社）2002年10月刊　ISBN 4594037275
- 「ポッシュ&ベックス―ヴィクトリア&ベッカムの真実」（PHP研究所）2002年11月刊　ISBN 4569625061
- 「ベッカム神話―全地球的アイドルの研究」（NHK出版）2003年4月刊　ISBN 4140807857
- 「シューマッハ-F1、プライベートのすべてを語る」（PHP研究所）2003年7月刊　ISBN 4569629415
- 「ロナウド 光と影―天才プレーヤーは真に再生したか」（新紀元社）2003年8月刊　ISBN 477530187X
- 「ロイ・キーン　魂のフットボールライフ」（カンゼン）2003年11月刊　ISBN 4901782215
- 「あなたは生きているだけで意味がある」（クリストファー・リーヴ著、PHP研究所）2003年11月刊　ISBN 4569632599
- 「捨てられたベッカム―ファーガソンはなぜ愛弟子を追放したのか」（ぺんぎん書房）2004年3月　ISBN 4901978195
- 「ダ・ヴィンチ・コードの謎を解く 世界的ベストセラーの知的冒険ガイド」（PHP研究所）2004年9月刊　ISBN 4569638856
- 「スティング」（PHP研究所）2004年12月刊　ISBN 4569640621
- 「「ダ・ヴィンチ・コード」イン・アメリカ――「ソロモンの鍵」解読ガイド」（白夜書房）2006年2月刊　ISBN 4861911141
- 「善と悪―犯罪心理分析の父、その凄絶なる冒険」（PHP研究所）2006年2月刊　ISBN 4569647111
- 「ガッザの涙―フットボーラーポール・ガスコイン自伝」（カンゼン）2006年5月刊　ISBN 4901782738
- 「オーウェン」（マイケル・オーウェン著、PHP研究所）2006年5月刊　ISBN 4569649130

### 連載コラム
- Sportiva　「World Football A Go-Go」
- サッカー批評　「Football／ORIGINAL SOUNDTRACK」